# سوونوو
سوونوو (به لاتین: Souňov) یک منطقهٔ مسکونی در جمهوری چک است که در ناحیه کوتنا هورا واقع شده‌است. سوونوو ۲٫۶۷ کیلومتر مربع مساحت و ۱۳۱ نفر جمعیت دارد.